# 7 h 58 ce samedi-là
Pour plus de détails, voir Fiche technique et Distribution.
7 h 58 ce samedi-là (Before the Devil Knows You're Dead) est un film américain réalisé par Sidney Lumet et sorti en 2007.
Le titre original, Before the Devil Knows You're Dead, est tiré de l'expression irlandaise utilisée pour porter un toast : « may you be in heaven half an hour… before the devil knows you're dead » (« puisses-tu atteindre le paradis une demi-heure avant que le diable n'apprenne ta mort »).
Il s'agit du dernier film du réalisateur, avant son décès en 2011. Il avait 83 ans au moment du tournage.

## Synopsis
Cadre dans une société immobilière à New York, Andy Hanson est englué dans des problèmes financiers, détournant l'argent de son employeur, pour payer notamment sa consommation d'héroïne auprès d'un trafiquant de drogue. Face à un audit à venir, il décide de fuir vers le Brésil, car il croit savoir qu'il n'existe pas de procédure d'extradition entre le Brésil et les États-Unis. Afin de réunir les fonds nécessaires à sa fuite, il conçoit le braquage de la bijouterie de ses propres parents et sollicite l'aide de son frère cadet, Hank, qui a également besoin d'argent pour rembourser les trois mois de pension alimentaire non versés à son ex-épouse, Martha, ainsi que pour payer les frais de scolarité de l'école privée de sa fille. De plus, il entretient également une liaison avec la femme d'Andy, Gina, insatisfaite de son mariage. À contrecœur, Hank accepte.
Des deux frères, Hank est bien intentionné, mais est sans volonté et lâche, tandis qu'Andy est le parfait opposé, se révélant être un magouilleur impitoyable, ayant un ressentiment envers Hank, qui a reçu plus d'amour de leurs parents que lui pendant leur enfance. Andy ne pouvant faire le hold-up car ayant été vu dans le quartier récemment, charge Hank de la sale besogne. Pensant que seule la vieille employée serait présente en début de journée parce que c'est habituellement le cas, il estime qu'une arme factice fera l'affaire et qu'il n'y aura pas de préjudice pour ses parents parce que l'assurance va les indemniser intégralement. Andy envisage d'écouler le butin chez un revendeur de diamants de New York et espère empocher 120000 $ (0,2 sur 1 dollar).
Sans consulter son frère aîné, Hank engage Bobby Lasorda, une vieille connaissance et également voleur expérimenté, car il a peur de le faire tout seul. Bobby apporte un vrai pistolet et commet le braquage lui-même, Hank attendant dans la voiture. Contrairement à ce qui était prévu il se révèle que Nanette, la mère d'Andy et Hank, remplace l'employée, qui doit garder ses petits-enfants. Le vol se déroule mal car Nanette sort une arme cachée dans un tiroir et provoque une fusillade, tire sur Lasorda, qui la blesse gravement à son tour, avant qu'elle ne tire à nouveau, tuant le malfaiteur sur le coup. Elle est hospitalisée d'urgence et sombre dans le coma. Paniqué, Hank s'enfuit et prévient Andy que le plan a échoué.
Charles, le mari de Nanette et père des deux frères, apprenant du médecin qu'elle n'a aucune chance de s'en remettre, accepte qu'on arrête l'assistance respiratoire qui la maintient en vie. Furieux de l'immobilisme de la police concernant la mort de Nanette, Charles mène sa propre enquête afin de retrouver le braqueur. Pendant ce temps, Hank est menacé par Dex, le beau-frère de Lasorda, qui lui réclame une compensation financière pour sa sœur Chris, désormais veuve de Lasorda, tandis qu'Andy, éloigné du bureau à la suite du décès de sa mère, voit ses magouilles dans son entreprise refaire surface, à cause des irrégularités de ses comptes pour l'audit. Au cours de l'enterrement de Nanette, il a une discussion avec Charles, au cours de laquelle le père lui révèle qu'il aime son fils malgré les différences de longue date, tandis qu'Andy s'est senti comme un étranger au sein de sa propre famille. Après qu'Andy a craqué émotionnellement sur le chemin du retour, Gina, après lui avoir dit que son patron avait essayé de le contacter, décide de le quitter et exprime sa frustration, tout en révélant sa liaison avec Hank.
Décidé à aider Hank en acceptant le chantage de Dex, Andy emmène son frère cambrioler l'appartement du dealer qui le fournit en drogue, mais l'entreprise tourne au meurtre quand Andy assassine le dealer, ce qui choque Hank. Lors de son enquête personnelle, Charles se rend chez le revendeur de diamants et découvre une piste : il apprend qu'Andy est passé récemment et lui a laissé une carte de visite. Andy et Hank se rendent chez la veuve de Lasorda et payent Dex, mais Andy tue impulsivement ce dernier, de peur que le chantage continue, puis pointe l'arme sur Hank, lui annonçant qu'il est au courant de sa liaison avec Gina. Mais alors qu'Andy s'attarde sur l'opportunité d'abattre son cadet, qui le supplie de le tuer, Chris tire sur Andy avec l'arme de son frère, le blessant. Hank abandonne à Chris quelques liasses et s'enfuit avec le reste de l'argent volé au trafiquant d’héroïne en laissant son frère sur place.
Ayant suivi Andy depuis son appartement, Charles le retrouve à l'hôpital, où il est conduit à la suite de sa blessure par balle. Le fils s'excuse auprès de son père, expliquant que la mort de Nanette était un accident. Acceptant apparemment les excuses, Charles enlève le moniteur de fréquence cardiaque d'Andy pour se le mettre à lui-même afin de tuer Andy, qui oppose peu de résistance du fait de son état, en l'étouffant avec un oreiller, puis quitte l'hôpital.

## Fiche technique
Sauf indication contraire, les informations mentionnées dans cette section peuvent être confirmées par la base de données cinématographiques IMDb,  présente dans la section « Liens externes ».
- Titre original : Before the Devil Knows You're Dead
- Titre français : 7 h 58 ce samedi-là
- Réalisation : Sidney Lumet
- Scénario : Kelly Masterson
- Musique : Carter Burwell
- Direction artistique : Wing Lee
- Décors : Christopher Nowak et Diane Lederman
- Costumes : Tina Nigro
- Photographie : Ron Fortunato
- Montage : Tom Swartwout
- Production : Michael Cerenzie, William S. Gilmore, Brian Linse et Phil Parmar ; Austin Chick et Jeff G. Waxman (coproduction)
  - Production exécutive : Belle Avery, Jane Barclay, David Bergstein, J.J. Hoffman, Eli Klein, Hannah Leader, Jeffry Melnick et Sam Zaharis ; Joel Corenman et Guy Pham (coproduction exécutive) ; Carol Cuddy (déléguée)
- Sociétés production : Capitol Films, Funky Buddha Productions, Unity Productions, Linsefilm et Michael Cerenzie Productions[N 1]
- Sociétés de distribution : THINKFilm (États-Unis), UGC (France)
- Budget : 18 000 000 $US[1]
- Pays de production :  États-Unis
- Langue originale : anglais
- Format : couleur – 35mm – 1,85:1 — son SDDS, Dolby Digital et DTS
- Genre : Drame et thriller
- Durée : 117 minutes (123 minutes lors de présentation au festival de Toronto)
- Dates de sortie :
  - France : 7 septembre 2007 (festival du cinéma américain de Deauville - hors compétition)
  - France : 26 septembre 2007
  - États-Unis : 26 octobre 2007 (sortie limitée)

## Distribution
- Philip Seymour Hoffman (V.F. : Bernard Gabay) : Andy Hanson
- Albert Finney (V.F. : Georges Claisse) : Charles Hanson
- Ethan Hawke (V.F. : Patrick Mancini) : Hank Hanson
- Marisa Tomei (V.F. : Dorothée Pousséo) : Gina Hanson
- Rosemary Harris (V.F. : Lily Baron) : Nanette Hanson
- Aleksa Palladino (V.F. : Armelle Gallaud) : Chris Lasorda
- Michael Shannon (V.F. : David Kruger) : Dex
- Amy Ryan (V.F. : Élisabeth Fargeot) : Martha Hanson
- Brían F. O'Byrne (V.F. : Axel Kiener) : Bobby Lasorda
- Blaine Horton (V.F. : Samuel Ganes) : Justin
- Arija Bareikis : Katherine
- Leonardo Cimino (V.F. : Jean Lescot) : William
- Marcia Jean Kurtz : la réceptionniste de l'hôpital

Source et légende : version française (VF) sur Voxofilm et RS Doublage

## Production
Le tournage s'est déroulé pendant l'été 2006 à New York.

## Accueil

### Critique
7h58 ce samedi-là reçoit des critiques majoritairement positives dans les pays anglophones, avec 88% d'avis positifs sur le site Rotten Tomatoes, basé sur 167 commentaires collectés et une note moyenne de 7.7⁄10 et un score de 84 sur 100 sur le site Metacritic, basé sur 37 commentaires collectés.
Le film apparaît dans le Top 10 des meilleurs films de l'année 2007 de certains critiques de cinéma  :
- 1er - Stephen Farber, The Hollywood Reporter
- 1er - Steven Rea, The Philadelphia Inquirer
- 2e - Marc Mohan, The Oregonian
- 2e - Owen Gleiberman, Entertainment Weekly
- 3e - Manohla Dargis, The New York Times
- 3e - Richard Schickel, TIME magazine
- 3e - Roger Ebert, Chicago Sun-Times
- 4e - Rene Rodriguez, The Miami Herald
- 5e - Marc Savlov, The Austin Chronicle
- 6e - Carina Chocano, Los Angeles Times
- 6e - Frank Scheck, The Hollywood Reporter
- 6e - Keith Phipps, The A.V. Club
- 7e - Scott Foundas, LA Weekly (ex-æquo avec Les Promesses de l'ombre)
- 8e - Jack Mathews, New York Daily News
- 8e - Lou Lumenick, New York Post
- 8e - Peter Travers (en), Rolling Stone
- 8e - Ty Burr, The Boston Globe
- 9e - Mick LaSalle, San Francisco Chronicle
- 9e - Peter Vonder Haar, Film Threat
- 10e - Philip Martin, Arkansas Democrat-Gazette
- 10e - Stephen Hunter, The Washington Post

En France, l'accueil est tout aussi favorable, puisqu'il obtient une note moyenne de 3,8⁄5 sur le site Allociné, basé sur 20 commentaires collectés .

### Box-office
7h58 ce samedi-là a rapporté 25 032 129 $ de recettes mondiales , dont 7 084 227 $ aux États-Unis. Malgré une petite rentabilité du film à l'étranger, le film ne rencontre pas de succès commercial, notamment sur le territoire américain, où il fut distribué en salles en sortie limitée. En France, le film totalise 173 224 entrées.

## Distinctions
Sauf mention contraire, la liste des distinctions est issue du site Internet Movie Database

### Récompenses

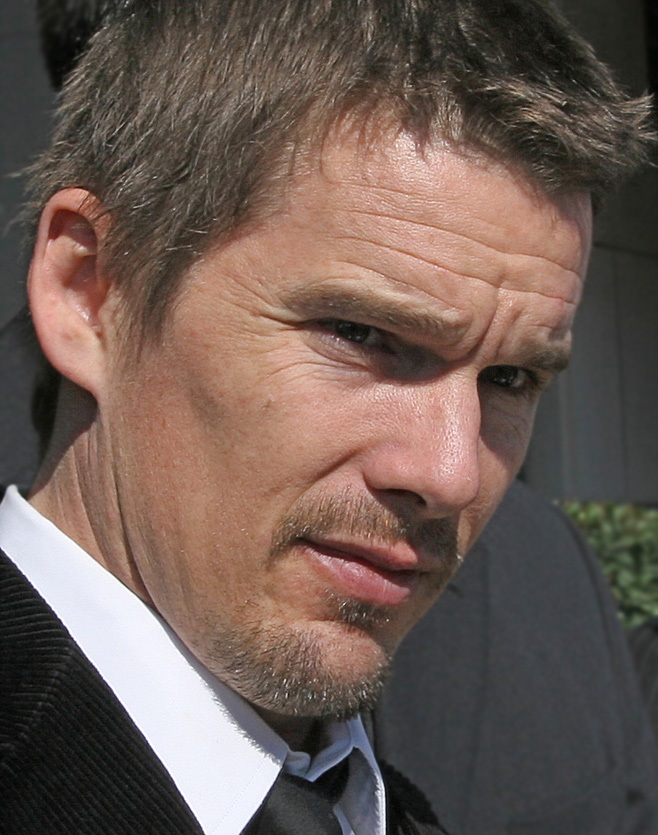
L'acteur Ethan Hawke à la première du film au TIFF 2007.

- Boston Society of Film Critics Awards : meilleure distribution d'ensemble (2007)
- Satellite Awards : meilleure distribution d'ensemble (2008)
- AFI Awards : film de l'année (2008)
- National Society of Film Critics Awards : 2de place pour meilleure actrice dans un second rôle pour Amy Ryan [N 2] et 3e place pour meilleur acteur pour Philip Seymour Hoffman [N 3] (2008)
- Sant Jordi Awards : Meilleur acteur étranger pour Philip Seymour Hoffman [N 4]; meilleur film étranger pour Sidney Lumet (2009)
- Turia Awards : meilleur film étranger pour Sidney Lumet (2009)

### Nominations
- Austin Film Critics Awards : meilleur film (2007)
- Chicago Film Critics Association Awards : meilleur scénario original pour Kelly Masterston (2007)
- Independent Spirit Awards : meilleur premier scénario pour Kelly Masterston; meilleure actrice dans un second rôle pour Marisa Tomei (2008)
- London Critics Circle Film Awards : meilleur acteur dans un second rôle pour Albert Finney (2008)
- Broadcast Film Critics Association Awards : meilleure distribution d'ensemble pour Ethan Hawke, Rosemary Harris, Marisa Tomei, Albert Finney, Amy Ryan et Philip Seymour Hoffman; meilleur réalisateur pour Sidney Lumet (2008)
- Online Film Critics Society Awards : meilleur scénario original pour Kelly Masterson (2008)
- Chlotrudis Awards : meilleur acteur pour Philip Seymour Hoffman (2008)
- Satellite Awards : meilleur réalisateur pour Sidney Lumet; meilleur film dramatique; meilleur scénario original pour Kelly Masterson (2008)
- Golden Trailer Awards : meilleur poster original (2008)